# 대한민국 상법 제61조
대한민국 상법 제61조는 상인의 보수청구권에 대한 상법총칙의 조문이다.

## 조문
제61조 (상인의 보수청구권) 상인이 그 영업범위내에서 타인을 위하여 행위를 한 때에는 이에 대하여 상당한 보수를 청구할 수 있다.

第61條 (商人의 報酬請求權) 商人이 그 營業範圍內에서 他人을 爲하여 行爲를 한 때에는 이에 對하여 相當한 報酬를 請求할 수 있다.

## 사례
- 甲은 유망지역 토지가 부동산사이트에 매물로 나온 것을 보고, 중개업자 乙를 찾아갔고 乙은 甲을 데리고 토지도 구경시켜주고 토지주 丙도 만나게 해주었는데 甲은 ‘좀 더 생각해 보고 다시 오겠다’는 말만 하고 한동안 오지 않았는데, 알고 보니 甲은 토지주 丙을 개인적으로 만나 직거래한 경우, 중개사 乙은 상법 제61조를 근거로 甲, 丙에게 중개수수료를 받아낼 수 있다[1].
- 건축설계사무소가 '추후 충분한 보상을 하겠다'는 말만 듣고 약정을 체결하지 않은 채 건축설계를 요청한 회사에 건축계획도면 등을 만들어 제공했는데 그 회사가 신축건물 사업을 추진하던 중 포기했다면 A건축사사무소가 피고를 위해 용역 업무를 수행한 이상 특별한 약정이 없다 하더라도 상법 제61조에 의해 상당한 보수를 지급할 의무가 있다[2]
- 선수와 에이전트 사이의 에이전트 계약에서 보수에 관한 합의가 없다 하더라도 에이전트는 그 商人性 때문에 상법 제61조에 의한 보수청구권이 있다[3]

## 같이 보기
- 대한민국 상법 제100조 중개인의 보수청구권
- 상인보수청구권